# 圣菲尔让
圣菲尔让（法語：Saint-Fulgent，法語發音：[sɛ̃ fylʒɑ̃]）是法国卢瓦尔河地区大区旺代省的一个市镇，属于永河畔拉罗什区。

## 地理
圣菲尔让（46°51'11"N, 1°10'40"W）面积36.82 平方千米，位于法国卢瓦尔河地区大区旺代省，该省份为法国西部沿海省份，北起大西洋卢瓦尔省和曼恩-卢瓦尔省，西临大西洋，南至滨海夏朗德省，东部及东南部与德塞夫勒省接壤。
与圣菲尔让接壤的市镇（或旧市镇、城区）包括：巴佐日昂帕耶、博尔派尔、沙瓦涅昂帕耶、莱塞比耶、梅纳尔-拉巴罗蒂耶尔、圣安德烈古勒杜瓦、旺德雷讷、卢瓦。

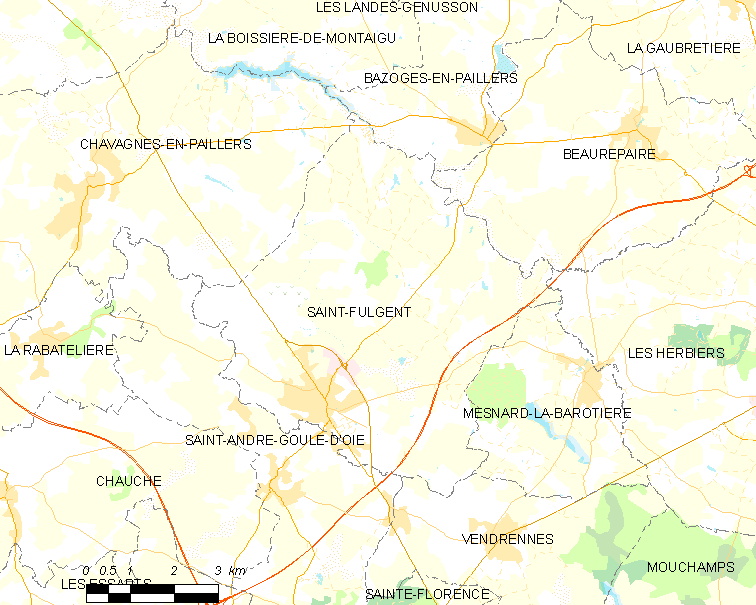
圣菲尔让的OSM定位图

圣菲尔让的时区为UTC+01:00、UTC+02:00（夏令时）。

## 行政
圣菲尔让的邮政编码为85250，INSEE市镇编码为85215。

## 政治
圣菲尔让所属的省级选区为蒙泰居旺代县。

## 人口

1962-2008年间圣菲尔让人口变化图示

圣菲尔让于2022年1月1日时的人口数量为3924人。